# 2e cérémonie des Oklahoma Film Critics Circle Awards
La 2e cérémonie des Oklahoma Film Critics Circle Awards, décernés par l'Oklahoma Film Critics Circle, a eu lieu le 23 décembre 2007, et a récompensé les films réalisés l'année précédente.

## Palmarès

### Top 10
1. No Country for Old Men
2. Juno
3. Zodiac
4. Reviens-moi (Atonement)
5. Michael Clayton
6. 7 h 58 ce samedi-là (Before the Devil Knows You're Dead)
7. The King of Kong (The King of Kong: A Fistful of Quarters)
8. Gone Baby Gone
9. Once
10. Les Promesses de l'ombre (Eastern  Promises)

### Meilleur film
- No Country for Old Men

### Meilleur réalisateur
- Joel et Ethan Coen – No Country for Old Men

### Meilleur acteur
- George Clooney pour le rôle de Michael Clayton dans Michael Clayton

### Meilleure actrice
- Ellen Page pour le rôle de Juno MacGuff dans Juno

### Meilleur acteur dans un second rôle
- Javier Bardem pour le rôle d'Anton Chigurh dans No Country for Old Men

### Meilleure actrice dans un second rôle
- Amy Ryan pour le rôle de Helene McCready dans Gone Baby Gone

### Meilleur film en langue étrangère
- Le Scaphandre et le Papillon •  France /  États-Unis

### Meilleur film d'animation
- Ratatouille

### Meilleur film documentaire
- The King of Kong (The King of Kong: A Fistful of Quarters)

### Meilleur premier film
- Ben Affleck – Gone Baby Gone

### Révélation de l'année
- Ellen Page – Juno

### Pire film évident (Obviously Worst Film)
- Norbit

### Pire film pas si évident (Not-So-Obviously Worst Film)
- Bee Movie : Drôle d'abeille (Bee Movie) (égalité)
- L'Homme sans âge  (Youth Without Youth) (égalité)